# 郁色谜命
欝色謎命（うつしこめのみこと，？年 - 开化天皇元年1月4日〔前157年2月11日〕乃孝元天皇之皇后，鬱色雄命的妹妹，《古事記》作内色許賣命。生大彥命、少名日子建豬心命、開化天皇、倭跡跡姬命。孝元天皇7年2月2日（前208年3月20日）立為皇后，开化天皇元年1月4日（前157年2月11日）立為皇太后。